# Maurilândia
Maurilândia is een gemeente in de Braziliaanse deelstaat Goiás. De gemeente telt 11.604 inwoners (schatting 2009).

## Aangrenzende gemeenten
De gemeente grenst aan Castelândia, Rio Verde, Santa Helena en Turvelândia.

## Verkeer en vervoer
De plaats ligt aan de wegen BR-452 en GO-409.